# Aventure malgache
Aventure malgache è un cortometraggio di propaganda in lingua francese diretto da Alfred Hitchcock nel 1944 per il Ministero dell'Informazione Inglese. Il film in Italia ha avuto una distribuzione in videocassetta in lingua originale con i sottotitoli abbinato al film omologo Bon Voyage.
Tutti gli interpreti fanno parte dei The Moliere Players, un gruppo di attori francesi rifugiati in Inghilterra.
A volte il titolo in italiano è indicato come Avventura in Madagascar o Avventura Malgascia.